# ایان کارت‌رایت
ایان کارت‌رایت (انگلیسی: Ian Cartwright; ۱۳ نوامبر ۱۹۶۴ – ۷ دسامبر ۲۰۱۶) بازیکن فوتبال اهل بریتانیا بود.
از باشگاه‌هایی که در آن بازی کرده‌است می‌توان به باشگاه فوتبال ولورهمپتون واندررز اشاره کرد.